# Resolució 640 del Consell de Seguretat de les Nacions Unides
La Resolució 640 del Consell de Seguretat de les Nacions Unides, adoptada per unanimitat el 29 d'agost de 1989 després de reafirmar les resolucions 431 (1978), 435 (1978), 629 (1989) i 632 (1989), el Consell va recordar a totes les parts implicades en la situació a Namíbia que implementessin la Resolució 435 del 29 de setembre de 1978.
El Consell va exigir el desmantellament de les organitzacions paramilitars, inclosos els Koevoet i les seves estructures de comandament.
La Resolució 640 va demanar al Secretari General Javier Pérez de Cuéllar revisar la situació sobre el terreny pel que fa al nombre de monitors policials, l'adequació del component militar del Grup de les Nacions Unides d'Assistència a la Transició (UNTAG), per a les eleccions legislatives de Namíbia conforme al pla de les Nacions Unides i les normes acceptades internacionalment. També li va demanar que assegurés la cobertura imparcial dels mitjans de comunicació de les eleccions, i va demanar a totes les parts interessades que cooperessin amb ell per garantir la plena implantació de la Resolució 435.